# José Maria Pimentel

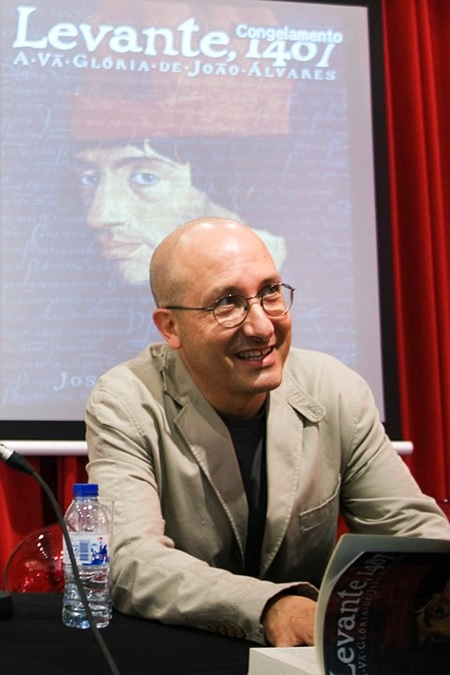
José Maria Pimentel, 2010

José Maria Pimentel (* 23. Juni 1956 in Luanda) ist ein portugiesisch-angolanischer Schriftsteller und Illustrator. Er schuf die durch Rádio e Televisão de Portugal berühmt gewordene Fernsehfigur Vitinho.

## Werke
- Levante 1487 – A Vã Glória de João Álvares, 2010
- O Grande Livro do Vitinho, 2017
- Vitinho – Um dia eu vou ser grande!, 2017
- Vitinho – É a dormir que se cresce!, 2017
- Vitinho – Perigo! Zona de Acidentes!, 2018